# Hellfire Club
Hellfire Club är det tyska power metal-bandet Edguys sjätte studioalbum, utgivet i mars 2004 på Nuclear Blast Records (bandets första album på detta bolag), och i Japan på Avalon.
I februari 2004 släpptes EP:n King of Fools, vars titelspår också återfinns på Hellfire Club. Singeln "Lavatory Love Machine" släpptes i juni. Musikvideor gjordes till båda.
Albumet gästades av bland andra Amanda Somerville (ex-Avantasia), Oliver Hartmann (ex-Avantasia, ex-At Vance) och Mille Petrozza (Kreator).
Hellfire Club nådde plats 26 på den tyska topplistan och plats 6 på den svenska, vilket är bandets bästa svenska placering någonsin.

## Låtlista
1. "Mysteria" – 5:45
2. "The Piper Never Dies" – 10:07
3. "We Don't Need a Hero" – 5:31
4. "Down to the Devil" – 5:28
5. "King of Fools" – 4:22
6. "Forever" – 5:41
7. "Under the Moon" – 5:05
8. "Lavatory Love Machine" – 4:26
9. "Rise of the Morning Glory" – 4:40
10. "Lucifer in Love" (instrumental) – 0:32
11. "Navigator" – 5:23
12. "The Spirit Will Remain" – 4:13

Bonusspår på den japanska utgåvan
1. "Children of Steel" – 4:04
2. "Mysteria" – 5:33
3. "Heavenward (Navigator Demo Version)" – 5:21

## Medverkande
Musiker
- Tobias Sammet – sång, keyboard
- Jens Ludwig – leadgitarr
- Dirk Sauer – rytmgitarr
- Tobias Exxel – basgitarr
- Felix Bohnke – trummor

Bidragande musiker
- Deutsches Filmorchester Babelsberg – orkester
- Michael "Miro" Rodenberg – keyboard, orkesterarrangemang
- Amanda Somerville – bakgrundssång
- Oliver Hartmann – bakgrundssång
- Ralf Zdiarstek – bakgrundssång
- Thomas Rettke – bakgrundssång
- Daniel Schmitt – bakgrundssång
- Mille Petrozza – sång

Produktion
- Edguy – exekutiv producent
- Sascha Paeth – inspelningstekniker
- Norman Meiritz – inspelningstekniker
- Daniel Schindler – assisterande inspelningstekniker
- Michael Schubert – inspelningstekniker orkester
- Mikko Karmila – mixning
- Mika Jussila – mastering
- Jean-Pascal Fournier – omslagskonst
- Thomas Ewerhard – omslagskonst, layout
- Alex Kuehr, Sabine Nania, Markus Bergmann, Ronny Schönebaum, Claudia Vaihinger – foto